# 荒牧幹人
荒牧 幹人（あらまき みきと、1948年7月20日 - ）は、日本の実業家。元パレスホテル代表取締役社長。日本宿泊施設マーケティング賞受賞。

## 人物・経歴
神奈川県出身。1967年神奈川県立湘南高等学校卒業。1972年一橋大学商学部卒業、富士銀行入行。2001年富士銀行執行役員大阪支店長。2002年みずほ総合研究所専務取締役。2005年ホテルグランドパレス取締役。2005年パレスホテル常務取締役、パレスエンタープライズ取締役、パレスフードサービス取締役。2007年パレスホテル専務取締役。2014年からパレスホテル代表取締役社長を務め、パレスホテル東京などへの事業の集中を受け、リスク分散化のため営業拠点展開を進めた。2019年宿泊施設活性化機構日本宿泊施設マーケティング賞受賞。2020年パレスホテル相談役。2022年帝国繊維補欠監査役。